# Zhao Ruirui
Dans ce nom chinois, le nom de famille, Zhao, précède le nom personnel.
Zhao Ruirui (chinois simplifié : 赵蕊蕊 ; chinois traditionnel : 趙蕊蕊 ; pinyin : Zhào Ruǐruǐ), née le 8 octobre 1981 à Nanjing (Nankin), Jiangsu est une joueuse chinoise de volley-ball évoluant au poste de centrale. Zhao, du fait de très grandes jambes (104 cm) a été comparée à une grande héroïne de manga, ce qui participe à sa notoriété.
Lors des Jeux olympiques de 2004, elle a joué quelques matchs avant de se fracturer la jambe ce qui lui vaudra une interruption de quelques mois.

## Palmarès

### Équipe nationale de Chine
- Jeux olympiques (1)
  -  : 2004
  -  : 2008

- Grand Prix mondial 
  -  : 2001, 2002
  -  : 1999

- Championnat d'Asie (1)
  -  : 2001

- Coupe du monde (1)
  -  : 2003

- Championnat du monde 
  - 4e place : 2002

- World Grand Champions Cup (1)
  -  : 2001

- Montreux Volley Masters (1)
  -  : 2002

- Volley-ball féminin aux Jeux asiatiques (1)
  -  : 2002